# Schlichtungsstelle
Eine Schlichtungsstelle ist eine Einrichtung eines Verbandes oder eines Vereins, vor der Streitfälle außergerichtlich behandelt werden. In einzelnen Bereichen ist das Synonym hierfür auch Schiedsstelle (siehe auch Schiedsverfahren) oder freiwilliges Schiedsgericht. 

## Geschichte
Erstmals wurde eine Schiedsstelle für Zivilsachen durch die Preußische Schiedsmannsordnung vom 7. September 1827 eingerichtet. Nach Angaben des Europäischen Verbraucherzentrums (EVZ) bestehen Schlichtungsstellen meist aus nur einem Schlichter, in der Regel einer Person mit Befähigung zum Richteramt und mit besonderen Branchenkenntnissen. Statt einem einzelnen Schlichter kann auch ein Kollegium entscheiden, bestehend aus einer Person mit Befähigung zum Richteramt als Vorsitzenden und mehreren Sachverständigen oder Vertretern von Wirtschafts- und Verbraucherverbänden als Beisitzern. In diesem Fall empfiehlt das EVZ, dass Verbraucher und Gewerbetreibende im Entscheidungsgremium paritätisch vertreten sind oder dass alternativ alle Personen die Kriterien für Einzelschlichter erfüllen.

## Ärztliche Schlichtungsstelle
Praktisch jede Landesärztekammer in Deutschland unterhält eine Schlichtungsstelle für Arzthaftpflichtfragen. Die Patienten haben die Möglichkeit bei vermuteten Behandlungsfehlern und Kunstfehlern, vor oder anstelle einer Klage die für das jeweilige Bundesland zuständige Gutachter- oder Schlichtungsstelle anzurufen. Gutachterstellen prüfen, ob ein Behandlungsfehler vorliegt oder nicht. Sie sind mit Ärzten des entsprechenden Fachgebietes und einem Vorsitzenden, regelmäßig ein Jurist, besetzt. Schlichtungsstellen bemühen sich darüber hinaus um eine Schlichtung des geltend gemachten Anspruches. Deshalb wirken bei diesen Stellen auch Vertreter der Haftpflichtversicherungen mit. Die Verfahren sind für alle Beteiligten freiwillig und im Ergebnis nicht verbindlich. Das Verfahren vor den Gutachterkommissionen ist für die Beteiligten gebührenfrei. Durch die Einschaltung einer Gutachter- oder Schlichtungsstelle wird die Verjährung nicht unterbrochen. Sie wird jedoch dann gehemmt, wenn sich der Arzt an dem Verfahren beteiligt. Dann wird die Dauer des Verfahrens bei der Berechnung der Verjährungsfrist nicht eingerechnet.
Bezüglich der Verfahrensregelung sollten sich insbesondere antragstellende Patienten darüber im Klaren sein, dass in der Regel bei vermuteten Behandlungsfehlern keine Begutachtungen auf Grund persönlicher Nachuntersuchungen wie z. B. bei berufsgenossenschaftlichen Verfahren durch qualifizierte Gutachter durchgeführt werden, sondern primär die Situation nur nach Aktenlage entschieden wird. Ein absolut sachkundiger Beistand ist daher für Patienten unerlässlich, sofern sie diese relativ stressarme Variante der Schadensklärung in Anspruch nehmen wollen.
Ärztliche Schlichtungsstellen und Gutachterkommissionen gibt es in Stuttgart, München, Frankfurt am Main, Hannover, Düsseldorf, Münster, Mainz, Saarbrücken und Dresden.
Zahnärztliche Schlichtungsstellen halten die Landeszahnärztekammern vor.

## Schlichtungsstellen für Kreditinstitute
Private Banken haben in Deutschland im Rahmen einer Kundenbeschwerdestelle im Bundesverband deutscher Banken einen Ombudsmann eingerichtet. In Streitfällen ist für die Banken bis zu einer Streitsumme von bis zu 5000 Euro die Entscheidung des Ombudsmann bindend.
Die Volks- und Raiffeisenbanken unterhalten in Berlin zudem eine eigene Kundenbeschwerdestelle im Bundesverband der Deutschen Volksbanken und Raiffeisenbanken (BVR). Ebenso unterhalten die Regionalverbände der Sparkassen im Deutschen Sparkassen- und Giroverband einen Ombudsmann.
Für Schlichtungsbegehren bei Öffentlichen Banken ist die Kundenbeschwerdestelle im Bundesverband Öffentlicher Banken Deutschlands in Berlin zuständig.
In Münster (Westfalen) unterhält die Landesbausparkasse (LBS) eine Schlichtungsstelle, deren Schiedsspruch bis zu einer Höhe von 5.000 Euro bindend ist.
Für den Bereich Kreditkarten gibt es außerdem eine Schlichtungsstelle bei der Deutschen Bundesbank in Frankfurt am Main.

## Schlichtungsstelle für das Versicherungswesen
In Berlin unterhält der Verein Versicherungsombudsmann e. V. eine Schlichtungsstelle. Im Bereich der Privaten Krankenversicherung und der Privaten Pflegeversicherung gibt es ebenfalls einen Ombudsmann mit Sitz in Berlin-Mitte.

## Schlichtungsstelle nach dem Behindertengleichstellungsgesetz (Deutschland)
Die Schlichtungsstelle nach §16 BGG hat die Aufgabe, Streitigkeiten zwischen Menschen mit Behinderungen und öffentlichen Stellen des Bundes zum Thema Barrierefreiheit außergerichtlich beizulegen. Das Schlichtungsverfahren ist kostenlos und es muss kein Rechtsbeistand eingeschaltet werden.
Mit der Einrichtung der Schlichtungsstelle nach dem Behindertengleichstellungsgesetz (BGG) soll insbesondere die Umsetzung der Barrierefreiheit für Menschen mit Behinderungen in der Praxis weiter vorangebracht werden. Menschen mit Behinderungen können sich an die Stelle wenden, wenn sie sich in ihren Rechten nach dem BGG verletzt sehen. Auch Verbände, die nach dem BGG anerkannt sind, können dieses Angebot nutzen. Das Schlichtungsverfahren ist zugleich Voraussetzung für die spätere Durchführung eines Verbandsklageverfahrens.
Die Schlichtungsstelle ist unabhängig. Die schlichtenden Personen sind für eine unparteiische und faire Verfahrensführung verantwortlich. Die schlichtenden Personen und die Mitarbeiter/-innen der Geschäftsstelle sind zur Verschwiegenheit verpflichtet.

## Schlichtungsstellen für den öffentlichen Personenverkehr
Für den öffentlichen Personenverkehr gibt es mehrere Schlichtungs- bzw. Ombudsstellen, an die sich Reisende wenden können, wenn ihre Beschwerde nicht den gewünschten Erfolg erzielt.
- Bundesweit arbeitet die Schlichtungsstelle Reise & Verkehr e. V. Sie richtet sich an Reisende von Bahnen, Bussen, Flugzeugen und Schiffen.
- Für den regionalen und lokalen Bus- und Bahnverkehr gibt es zudem in einigen Bundesländern regionale Schlichtungsstellen:
  - Baden-Württemberg: Ombudsstelle Nahverkehr Baden-Württemberg, nur noch aktiv bis 31. Dezember 2016, ab 1. Januar 2017 Verlagerung Aktivitäten zur söp[5]
  - Bayern: Ombudsstelle Nahverkehr Bayern, nur noch aktiv bis 31. Dezember 2016, ab 1. Januar 2017 Verlagerung Aktivitäten zur söp[6]
  - Hessen, Rheinland-Pfalz und Saarland: Schlichtungsstelle Mitte[7]
  - Niedersachsen und Bremen: Nahverkehr Schlichtungsstelle Niedersachsen und Bremen
  - Nordrhein-Westfalen: Schlichtungsstelle Nahverkehr NRW[8]
- Bei im Internet gebuchten Reisen hilft auch die Reiseschiedsstelle – Schlichtungsstelle für Onlinereisen[9]

## Schlichtungsstelle für das Kraftfahrzeuggewerbe
Die 15 Landesverbände des Zentralverband Deutsches Kraftfahrzeuggewerbes (ZDK) haben eine Schlichtungsstelle. Der Verband vertritt 47 Fabrikatsvereinigungen und ist in 236 Innungen organisiert, in denen ca. 40.200 Betriebe Mitglied sind. Schlichtungsstellen gibt es in Stuttgart, München, Berlin, Hamburg, Wiesbaden, Rostock, Großburgwedel, Düsseldorf, Kaiserslautern, Koblenz, Saarbrücken, Dresden, Möckern, Kiel und Gera.

## Schlichtungsstelle für Telefondienste
Die Bundesnetzagentur in Bonn führt Schlichtungsverfahren nach der im Amtsblatt der Bundesnetzagentur vom 22. Februar 2006 als Mitteilung Nr. 77/2006 veröffentlichten Novellierten Verfahrensordnung (VfOSchli2006) in Verbindung mit § 68 des Telekommunikationsgesetzes durch. Ein Schlichtungsverfahren ist grundsätzlich zulässig, wenn der Antragsteller die Verletzung eigener Rechte geltend machen kann, die ihm nach dem in § 68 TKG genannten Rechten zustehen, kein Gerichtsverfahren mit demselben Gegenstand rechtshängig ist, kein Schlichtungsverfahren mit demselben Streitgegenstand vorliegt oder durchgeführt wurde und vor Antragstellung der Versuch einer Einigung mit dem Antragsgegner unternommen wurde.

## Schlichtungsstelle für Reisen
Wer eine Reise bucht, auch online, kann sich bei Streitfällen an die Reiseschiedsstelle wenden. Der Verein hat das Ziel, durch Vermittlung eines neutralen Dritten bei bestehenden Streitfällen eine für Verbraucher und Reiseanbieter befriedigende, einvernehmliche und rechtsverbindliche Lösung zu finden. Für den Verbraucher entstehen keine Kosten, da die Stelle durch angeschlossene Reiseunternehmen finanziert wird. Paragraph drei der Verfahrensordnung soll die Neutralität des Schlichters garantieren.

## Schlichtungsstelle des Verein sicherer und seriöser Internetshopbetreiber
Wer in einem der Mitglieder-Internetshops einkauft und nach dem Kauf eine Beanstandung hat auf die der Shopbetreiber keine oder eine nicht zufriedenstellende Reaktion liefert, kann sich kostenfrei für Vermittlungsversuche an die Schlichtungsstelle wenden. Durch die jeweilige Mitgliedschaft verpflichtet sich jedes Mitglied die Schlichtungsstelle in ihren Schlichtungsversuchen zu unterstützen und zu respektieren. Sollte ein Mitgliedershop diese Anstrengung nicht fördern, so beendet der Verein die Mitgliedschaft umgehend. Sollte in diesem Fall ein Schlichtungsfall erfolglos sein wird dem Käufer kostenfrei das externe Vereinspartnerinkasso zur Eintreibung von gerechtfertigten Forderungen zur Verfügung gestellt.

## Schlichtungsstelle Energie
Die vom Verein Schlichtungsstelle Energie e. V. in Berlin getragene Schlichtungsstelle ist seit November 2011 die zentrale Schlichtungsstelle für Streitigkeiten zwischen Verbrauchern und Energieversorgungsunternehmen.

## Clearingstelle EEG
Die Clearingstelle EEG für das Erneuerbare-Energien-Gesetz ist eine neutrale Einrichtung zur Klärung von Streitigkeiten und Anwendungsfragen des EEG. Sie wurde durch das Bundesministerium für Umwelt, Naturschutz und Reaktorsicherheit eingerichtet. Sie klärt Streitigkeiten zwischen Anlagenbetreiberinnen bzw. -betreibern und Netzbetreibern und Anwendungsfragen des EEG. Dafür werden verschiedene Verfahrensarten angeboten. Einseitige (rechtliche) Beratung oder Projektrealisierungshilfen sind hiervon ausgeschlossen.

## Schlichtungsstelle der Rechtsanwaltschaft
Die Schlichtungsstelle der Rechtsanwaltschaft ist bundesweit tätig. Sie kann bei vermögensrechtlichen Streitigkeiten zwischen (ehemaligem) Mandant und Rechtsanwalt aus dem Mandatsverhältnis eingeschaltet werden. Dazu gehören Streitigkeiten über Gebührenrechnungen und/oder Schadensersatzansprüche wegen Schlechtleistung des Anwalts.
Das Schlichtungsverfahren ist nur zulässig
- bei Streitigkeiten bis 50.000 Euro,
- wenn die Streitigkeit noch nicht gerichtlich anhängig ist oder war,
- wenn die Streitigkeit noch nicht durch einen außergerichtlichen Vergleich beigelegt worden ist,
- wenn ein PKH-Antrag in der zu schlichtenden Sache nicht wegen fehlender Erfolgsaussichten oder Mutwilligkeit abgelehnt worden ist,
- wenn keine Strafanzeige von einem der Beteiligten im Zusammenhang mit der zu schlichtenden Streitigkeit gestellt worden ist,
- wenn kein berufsrechtliches Verfahren und kein Strafverfahren im Zusammenhang mit der zu schlichtenden Streitigkeit läuft und noch nicht abgeschlossen ist,
- wenn der Rechtsanwalt im Zeitpunkt der Stellung des Schlichtungsantrages weiter als Rechtsanwalt zugelassen ist.

Das Schlichtungsverfahren ist für die Beteiligten kostenlos. Der Schlichtungsvorschlag ist nicht bindend. Er bedarf vielmehr der Annahme durch alle Beteiligten, damit die Schlichtung erfolgreich ist.

## Schweiz
Die wichtigsten öffentlichen Schlichtungsstellen in der Schweiz sind diejenigen des Mietrechts. Beispielsweise kann die Mietpartei eine Mietzins-Erhöhung bis 30 Tage, nachdem sie ihr mitgeteilt wurde, bei der kantonalen Schlichtungsstelle, die paritätisch mit Mieter- und Vermieter-Vertretungen besetzt ist, anfechten (Art. 270 b. Obligationenrecht). Der Gerichtsweg steht unabhängig vom Ausgang eines Verfahrens bei der Schlichtungsstelle offen.